# Gustav Spörer

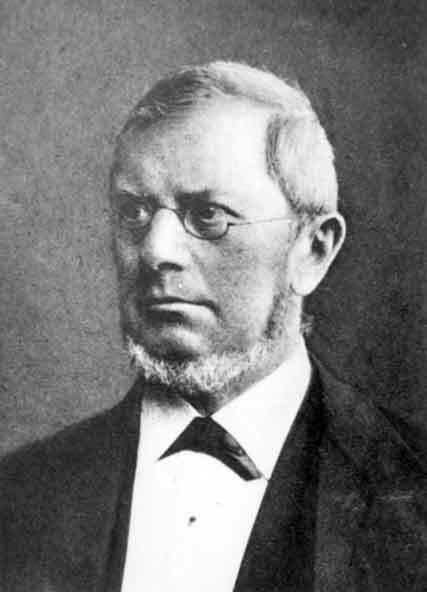

Friederich Wilhelm Gustav Spörer (ur. 23 października 1822, zm. 7 lipca 1895) – astronom niemiecki.
Pracował w Obserwatorium Berlińskim, a wcześniej w gimnazjum w Bydgoszczy. Badał plamy i cykle słoneczne. Jego nazwiskiem nazwano prawo zmian szerokości heliograficznej plam, jak również jedno z minimów radiowęglowych.